# Iglesia de la Purísima Concepción (Almuradiel)
La iglesia de la Purísima Concepción es un edificio de la localidad española de Almuradiel, en la provincia de Ciudad Real. Cuenta con el estatus de bien de interés cultural.

## Descripción
Su construcción se remonta al siglo XVIII, al parecer a 1783. El 25 de junio de 1982 fue declarada monumento histórico-artístico, de carácter nacional, mediante un real decreto publicado el 21 de agosto de ese mismo año en el Boletín Oficial del Estado.
Aparece mencionada en la entrada correspondiente a Almuradiel del Diccionario geográfico-estadístico-histórico de España y sus posesiones de Ultramar de Pascual Madoz con las siguientes palabras:

una igl. parr. dedicada á la Purisima Concepcion, fabricada en el año 1783, servida por un ecónomo, que nombra el vicario de Ciudad Real
(Madoz, 1845, p. 182)